# Junko Midori
Junko Midori (翠 準子, Midori Junko) née sous le nom de Yoshie Okamoto (岡本 良江, Okamoto Yoshie) est une seiyū japonais née le 1er janvier 1933

## Profil
- Date de naissance : 1er janvier 1933.
- Lieu de naissance : Tokyo, Japon
- Hobbies : Lire des romans policiers, natation, voyager.

## Rôles
en gras les rôles importants.

### Anime
- Honey and Clover II (La mère de Negishi, épisode 7)
- In The Beginning - The Bible Stories (ja) (Sarah)
- L'Odyssée de Kino (Shishō)
- Lupin III saison 3 (Haccha, épisode 25)
- Mushishi (Shirasawa, épisode 3)
- Naruto (Koharu Utatane)
- Naruto Shippûden (Koharu Utatane)
- Real Drive (La grand-mère de Minamo, et Yoko Aoi, pendant 4 épisodes)
- The Snow Queen (anime) (en) (Matilda)
- The Sound of Waves (en) (Tomi)
- Strike Witches (La grand-mère de Miyafuji)
- Strike Witches saison 2 (La grand-mère de Miyafuji, épisode 1)

### Film
- Kino no Tabi: Life Goes On (Shishō)